# Chimnapum
Chimnapum, jedno od malenih plemana Shahaptian Indijanaca koji su u ranom 19. stoljeću živjeli na rijeci Columbia blizu ušća Snake i na donjem toku Yakime u Washingtonu. Njihov dijalekt srodan je jeziku palouse. Swanton ih navodi na popisu lokalnih skupina Palouse Indijanaca. Razni autori ih spominju pod mnogim sličnim nazivima: Chimnapoos, Chim-nah-pun, Chim-nah-pum, Chymnapums, Chymnapoms, Chim-nah-pan, etc.